# Calingiri
Calingiri è una città situata nella regione di Wheatbelt, in Australia Occidentale; essa si trova 140 chilometri a nord-est di Perth ed è la sede della Contea di Victoria Plains. Al censimento del 2006 contava 111 abitanti.